# Ari Freyr Skúlason
Ari Freyr Skúlason (Reykjavík, 1987. május 14. –) izlandi válogatott labdarúgó, a svéd IFK Norrköping játékosa.
Az izlandi válogatott tagjaként részt vett a 2016-os Európa-bajnokságon és a 2018-as világbajnokságon.